# Стисла географічна енциклопедія
Стисла географічна енциклопедія (рос. Краткая географическая энциклопедия) — п'ятитомне радянське енциклопедичне наукове видання 1960–1966 років з географії. Головний редактор — академік АН СССР Григор'єв Андрій Олександрович.

## Загальна інформація
Енциклопедія загалом містить близько 16 тисяч статей. Серед них понад 3500 статей присвячені різним загальним питанням географічної науки. Регіональній географії Радянського Союзу та зарубіжних країн присвячено понад 11 тисяч статей. Енциклопедія містить понад тисячу біографічних довідок про видатних мандрівників і діячів географічної науки. Близько 400 статей присвячені народам світу, їх підготували співробітники Інституту етнографії АН СРСР. Присутній хронологічний перелік найголовніших географічних відкриттів і подорожей. Енциклопедія налічує більш ніж 400 географічних і тематичних карт, 1200 кольорових ілюстрацій в статтях. Адресована вчителям та учням старших класів середньої школи, студентам і викладачам вищих навчальних закладів та широкому колу читачів.

## Авторський колектив
Головний редактор: академік, доктор географічних наук, Григор'єв Андрій Олександрович.
Члени редакційної колегії: П. М. Алампієв, Д. Л. Арманд, А. Н. Баранов, І. П. Герасимов, П. І. Глушаков, С. В. Калєснік, Д. М. Лебедєв, О. Н. Лукашова, І. М. Маєргойз, Ф. Н. Петров, В. В. Покшишевський, К. М. Попов, Г. Д. Ріхтер, В. М. Тихомиров.
Також, у підготовці видання брало участь більше 40 осіб із провідних наукових і освітніх установ країни: Інститут географії АН СРСР, Арктичний і Антарктичний інститут Головного управління гідрометеорологічної служби СРСР, Державний океанографічний інститут, Інститут вулканології АН СРСР, Головне управління геодезії і картографії СРСР, Державне статистичне управління при Раді Міністрів СРСР, Інститут фізики Землі АН СРСР, Державна геофізична обсерваторія імені О. І. Воєйкова, географічні факультети Московського і Санкт-Петербурзького державних університетів.
Редактори-консультанти:
- Богословський Б. Б., кандидат географічних наук, доцент — річки СРСР;
- Брук С. І., доктор географічних наук — етнографія;
- Вітвер І. О., доктор географічних наук, професор — економічна географія
- Вольський В. В., доктор економічних наук, професор — економічна географія;
- Вольф М. Б., професор — галузева географія господарства;
- Воронов А. Г., доктор біологічних наук, професор — геоботаніка, зоогеографія;
- Воскресенський С. С., доктор географічних наук, професор — фізична географія СРСР;
- Гальцов О. П., доктор географічних наук — кліматологія;
- Гвоздецький М. А., доктор географічних наук, професор — фізична географія СРСР;
- Гептнер В. Г., доктор біологічних наук, професор — зоогеографія;
- Гершберг С. Р., кандидат історичних наук — економічна географія;
- Гохман В. М., кандидат географічних наук — економічна географія Америки;
- Зайчиков В. Т., доктор географічних наук, професор — географія Азії;
- Звонкова Т. В., доктор географічних наук, професор — геологія і геоморфологія;
- Ігнатьєв Г. М., кандидат географічних наук, доцент — географія Північної Америки;
- Карандеєва М. В., доктор географічних наук, професор — фізична географія СРСР;
- Ковальов С. О., кандидат географічних наук, доцент — географія населення;
- Ковалевський В. П., кандидат географічних наук — економічна географія Північної Америки;
- Кропоткін П. М., доктор геолого-мінералогічних наук — тектоніка;
- Кулагін Г. Д., доктор економічних наук — економічна географія Південної Європи;
- Куликов К. О., доктор фізико-математичних наук, професор — астрономія;
- Магидович Й. П., кандидат географічних наук, доцент — історія географії зарубіжних країн;
- Маккавеєв М. І., доктор географічних наук, професор — гідрологія суші;
- Малишев І. І., доктор геолого-мінералогічних наук — корисні копалини;
- Медведков Ю. В., кандидат географічних наук — інформація та новітні методи;
- Муромцев О. М., доктор географічних наук — гідрологія моря;
- Нікітін М. П., професор — економічна географія СРСР;
- Розов Н. В., кандидат географічних наук — географія ґрунтів;
- Рябчиков О. М., професор — географія Південної Азії;
- Саліщев К. О., доктор технічних наук, кандидат географічних наук, професор — картографія;
- Улибін Н. І., кандидат географічних наук, доцент — економічна географія Центральної Європи;
- Уранов О. О., кандидат біологічних наук, доцент — геоботаніка;
- Хромов С. П., доктор географічних наук, професор — кліматологія;
- Цирлін Л. М., кандидат економічних наук — статистика;
- Фрідланд В. М., кандидат геолого-мінералогічних наук — географія ґрунтів;
- Шуров І. С. — картографія;
- Щукін І. С., доктор географічних наук, професор — геологія і геоморфологія.

Оформлення: Л. Ф. Власов, П. X. Малевич, Б. В. Григор'єв.

## Перелік томів та їхній зміст
- Краткая географическая энциклопедия : [в 5 т.] / гл. ред. А. А. Григорьев и др. — М. : Советская энциклопедия, 1960. — Т. 1 : Ааре — Дятьково. — 563 с.
- Краткая географическая энциклопедия : [в 5 т.] / гл. ред. А. А. Григорьев и др. — М. : Советская энциклопедия, 1961. — Т. 2 : Евлах — Миллибар. — 592 с.
- Краткая географическая энциклопедия : [в 5 т.] / гл. ред. А. А. Григорьев и др. — М. : Советская энциклопедия, 1962. — Т. 3 : Милос — Союз ССР. — 580 с.
- Краткая географическая энциклопедия : [в 5 т.] / гл. ред. А. А. Григорьев и др. — М. : Советская энциклопедия, 1964. — Т. 4 : Союзная советская республика — Югославия. — 448 с.
- Краткая географическая энциклопедия : [в 5 т.] / гл. ред. А. А. Григорьев и др. — М. : Советская энциклопедия, 1966. — Т. 5 : Юдома — Яя. Дополнения. — 544 с.

## Електронна версія
У 2001—2012 роках «Стисла географічна енциклопедія» була оцифрована і розміщена у вільному доступі на географічному сайті GeoMan.ru.